# Distrito electoral de Paxton (condado de Keith, Nebraska)
Paxton (en inglés: Paxton Precinct) es un distrito electoral ubicado en el condado de Keith en el estado estadounidense de Nebraska. En el Censo de 2010 tenía una población de 924 habitantes y una densidad poblacional de 1,17 personas por km².

## Geografía
Paxton se encuentra ubicado en las coordenadas 41°13′25″N 101°22′33″O / 41.22361, -101.37583. Según la Oficina del Censo de los Estados Unidos, Paxton tiene una superficie total de 786.78 km², de la cual 786.24 km² corresponden a tierra firme y (0.07%) 0.53 km² es agua.

## Demografía
Según el censo de 2010, había 924 personas residiendo en Paxton. La densidad de población era de 1,17 hab./km². De los 924 habitantes, Paxton estaba compuesto por el 96.75% blancos, el 0.11% eran afroamericanos, el 0% eran amerindios, el 0.87% eran asiáticos, el 0% eran isleños del Pacífico, el 1.3% eran de otras razas y el 0.97% pertenecían a dos o más razas. Del total de la población el 3.35% eran hispanos o latinos de cualquier raza.